# 喜谷知純
喜谷 知純（きだに ともずみ、1982年10月2日 - ）は、ボイスワークス所属のフリーアナウンサー。以前は、新潟放送に所属していた。愛称キダニン。

## 略歴
東京都目黒区出身。実家は正徳年間から婦人薬「喜谷實母散」の製造販売を行う老舗「株式会社キタニ」を営んでいる。
明治大学入学後、テレビ局でアルバイトしたのをきっかけに放送業界への道を目指す。大学卒業後、2006年春に新潟放送に入社、アナウンサーとして報道制作局情報センターに配属された。
第38回（2012年度）アノンシスト賞のラジオスポーツ実況部門で優秀賞を受賞。第39回（2013年度）アノンシスト賞でもラジオスポーツ実況部門で優秀賞を受賞した。
2014年に新潟放送を退社した。

## 人物・エピソード
- 自己紹介の際の決め台詞は「喜ぶ谷と書いてキダニです」である。
- BSNの携帯サイトでは、ニックネームをモチーフにした「キダニン、キダニン、キダニン…」と連呼する着ボイスが配信されている。
- 入社1年目の2006年8月、新潟ふるさと村で行われたラジオのイベント『BSN夏ラジオ』でレイザーラモンと共演。当初このイベントに参加する予定だった先輩の近藤丈靖が前日のロケ中に負傷した為、急遽代役としてお鉢が回ってきたものだった。

## 新潟放送時代の担当番組
ラジオ
- スポーツ中継（サッカーJ1、高校野球など）
- BSNラジオ競馬中継（実況、MC）
- フラっとフライデー（メインパーソナリティ）
- 石塚かおりの午後の楽園（木曜日）
- Oh!演歌
- 新潟日報ニュース（不定期）

テレビ
- スポーツ中継（サッカーJ1、プロ野球、高校ラグビー、高校バスケットボールなど）
- ワンダフル競馬（実況）
- BSN水曜見ナイト（メインキャスター）
- THE新潟スペシャル
- イブニング王国!
- 消費生活バラエティ　金曜パラダイス
- えなりかずき!そらナビ（新潟担当）
- BSNニュース（不定期）

## フリー転身後の担当番組
tvk
- 横浜マラソン[2]
- 全国高等学校野球選手権神奈川大会
- 全国高等学校サッカー選手権大会神奈川県大会
- tvkラグビー中継
- tvkプロ野球中継 横浜DeNAベイスターズ熱烈LIVE

千葉テレビ
- マリーンズナイター
- 全国高等学校野球選手権千葉大会
- 全国高等学校サッカー選手権大会千葉県大会
- 全国高等学校ラグビーフットボール大会千葉大会
- スポーツイチバン☆（ナレーション）

TOKYO MX
- ゲームクラブ eスポーツMax
- 全国高等学校ラグビーフットボール大会東京都予選

スカパー
- Jリーグ中継（横浜FC、水戸、千葉、町田戦など）
- 海外サッカー中継（ベルギーリーグ）
- リオパラリンピック中継

WOWOW
- テニス中継（ウィンブルドン、全米オープンなど）
- ラグビーフランスリーグ「TOP14」中継

J SPORTS
- ウインターカップ

フジテレビTWO
- LIONS BASEBALL L!VE

DAZN
- Jリーグ中継
- 海外サッカー中継（プレミアリーグ、ブンデスリーガなど）
- Vリーグ中継
- テニス中継